# Juliano de Alejandría
Según Eusebio de Cesarea, en su Historia Eclesiástica, solo nos menciona que Juliano de Alejandría fue el undécimo obispo de esta ciudad entre los años 178 a 189. Murió en Alejandría y fue sepultado junto a los restos de San Marcos en el templo de Bucalis. San Juliano es recordado en el Sinaxario copto el día 8 de Baramhat.
| Predecesor: Agripino | Obispo de Alejandría 178 – 189 | Sucesor: Demetrio |

- Datos: Q1292824